# 木付鎮直

木付 鎮直（きつき しげなお）は、戦国時代から安土桃山時代にかけての武将。大友氏の家臣。木付氏16代当主。豊後国木付城主。
木付氏は大友親秀の六男木付親重を祖とする大友氏の庶流。
父木付鎮秀、叔父・鎮之と共に大友義鎮（宗麟）から偏諱を受け鎮直を名乗る。
天正8年（1580年）、田原親貫が大友氏に反乱を起こし安岐城に籠城したため、大友義統の命によりこれを攻める。
鎮秀と鎮之も安岐城攻撃に加わったが、味方であるべき奈多鎮基の軍が木付軍を背後から襲い、悪戦苦闘の末、鎮秀は弟の鎮之とともに戦死した。
鎮秀の戦死後、嫡男の鎮直が家督を許されて木付氏を継承している。
天正14年（1586年）、島津氏の豊後侵攻（豊薩合戦）に際し、新納忠元の軍勢を豊後杵築城（木付城）で二ヶ月の間、籠城して耐えきり、撤退する島津軍を追撃して、これを打ち破った。
文禄・慶長の役の最中に大友義統が豊臣秀吉に改易されると、義統に従った子統直がそれを恥じ帰国の途上、関門海峡で入水自害。（孫も文禄・慶長の役で戦死している）それを知った鎮直は木付城を掃き清めると、妻と共に自害した。享年66。